# Grote boterbloem
De grote boterbloem (Ranunculus lingua), voorheen ook wel egelkolen genoemd, is een plant uit de ranonkelfamilie (Ranunculaceae).

## Beschrijving
De kruidachtige, overblijvende plant (vaste plant) is 60 tot 120 cm hoog. Hij bloeit van juni tot en met augustus. De stengel staat rechtop, is grijsgroen, vaak rood aangelopen en hol. De bloemstelen zijn niet gegroefd.
De wortels zijn lang en hebben lange holle uitlopers. De eerste bladeren zijn eirond, tongvormig met een brede, iets hartvormige voet. De stengelbladeren zijn lijnvormig tot langwerpig, naar top en voet toe versmald, ze hebben vrijwel geen steel en zijn licht getand. De bloemen zijn helder glanzend geel, 2 tot 5 cm groot. De kroonbladen zijn vlak uitgespreid. Ze staan op lange, vertakte stelen. De vruchten zijn 2½ tot 3 mm in doorsnede, met een vrij dikke aan de top iets gekromde snavel. De plant is giftig.

## Biotoop
De grote boterbloem groeit op zonnige, zelden licht beschaduwde plaatsen met natte, matig voedselrijke tot voedselrijke, vaak wat kalkhoudende grond, of in ondiep, stilstaand of zwak stromend water. Ze is te vinden in rietlanden, moerassen, waterkanten en soms in ontzilte duinvalleien en moerasbossen.

## Verspreiding
De plant groeit in heel Europa, behalve in de noordelijkste en de zuidelijkste delen, en oostelijk tot in Midden-Azië. In Nederland is hij plaatselijk vrij algemeen in laagveengebieden en de beekdalen van Drenthe, vrij zeldzaam in het rivierengebied en elders zeer zeldzaam. In België is de soort zeldzaam tot zeer zeldzaam in het kustgebied, Vlaanderen, de Kempen en Brabant. De plant komt er wel steeds vaker verwilderd voor. Hij staat in Vlaanderen op de rode lijst als zeldzaam en in Wallonië als ernstig bedreigd.